# Список умерших в 906 году
В этой статье представлен список известных людей, умерших в 906 году.
См. также: Категория:Умершие в 906 году

## Январь
- 22 января — Императрица Хе[англ.] — императрица-консорт Китая (888—904), жена императора Чжао-цзуна, казнена
- 27 января — Лиу Кан[англ.] — канцлер Китая, казнён.

## Февраль
- 2 февраля — Конрад Старший — граф в Верхнем Лангау (до 886—906), граф в Гессенгау (до 897—906), граф в Гоцфельдгау (до 903—906), граф в Веттерау (905—906). граф в Вормсгау (906), герцог Тюрингии (892—893), первый герцог Франконии; погиб в бою
- 26 февраля — Андрей Кантианский[итал.] — архиепископ Милана (899—906)

## Апрель
- 12 апреля — Бальдрам — епископ Страсбурга (888—906)

## Май
- 18 мая — Вальдо — епископ Фрайзинга (883—906)

## Сентябрь
- 9 сентября — Адальберт фон Бабенберг[нем.] — глава дома франконских Бабенбергов (Поппонидов); казнён

## Дата неизвестна или требует уточнения
- Абу Хатим Йусуф ибн Абуль-Йакзан — имам государства Рустамидов (894—906). Убит
- Акфред I — граф Каркассона и Разеса (879—906)
- Вэй-Цзэ — 14-й ван корейского государства Бохай (893—906)
- Гиусто ди Новалеза[итал.] — святой римско-католической церкви, убит сарацинами
- Гомело II[исп.] — епископ Овьедо (892/99—906)
- Зонг Чуан[англ.] — военный губернатор Китая
- Матфрид — архиепископ Экс-ан-Прованса (886—906)
- Моймир II — славянский князь, сын Святополка, последний правитель Моравской державы (894—906): погиб в бою с венграми
- Мутарриф Бану Каси — мусульманскиа правитель Толедо из рода Бану Каси; казнён восставшими горожанами.
- Поппо II — маркграф Сорбской марки и герцог Тюрингии (880—892), граф в Фолькфельде (878/880—906), граф в Нордгау (903—906) из династии Поппонидов
- Святополк II — правитель Нитранского княжества (894—899): погиб в бою с венграми
- Тугадж ибн Джефф[англ.] — ферганский тюрок, служивший наместником египетского халифа Му`тасима в Дамаске и Тивериаде, отец основателя династии ихшидидов Мухаммеда ибн Тугаджа
- Фортун Гарсес — король Памплоны (882—905), последний представитель династии Ариста на престоле Наварры.
- Эгинольф[итал.] — епископ Турина (901—906)

| ← в 905 году | Список умерших в 906 году | в 907 году → |